# Ferrari 275P2

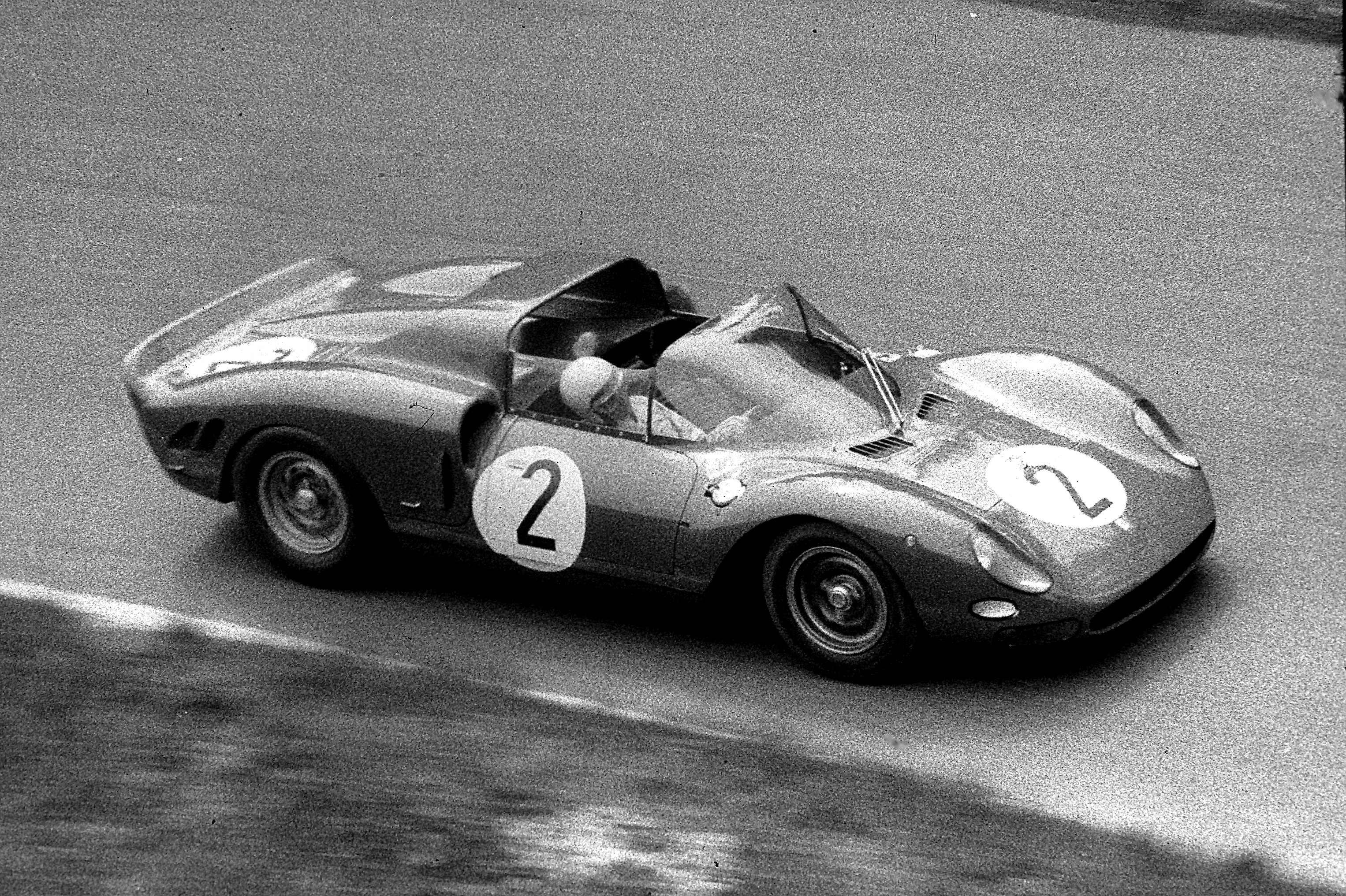
Jean Guichet im Ferrari 275P2; beim 1000-km-Rennen auf dem Nürburgring 1965

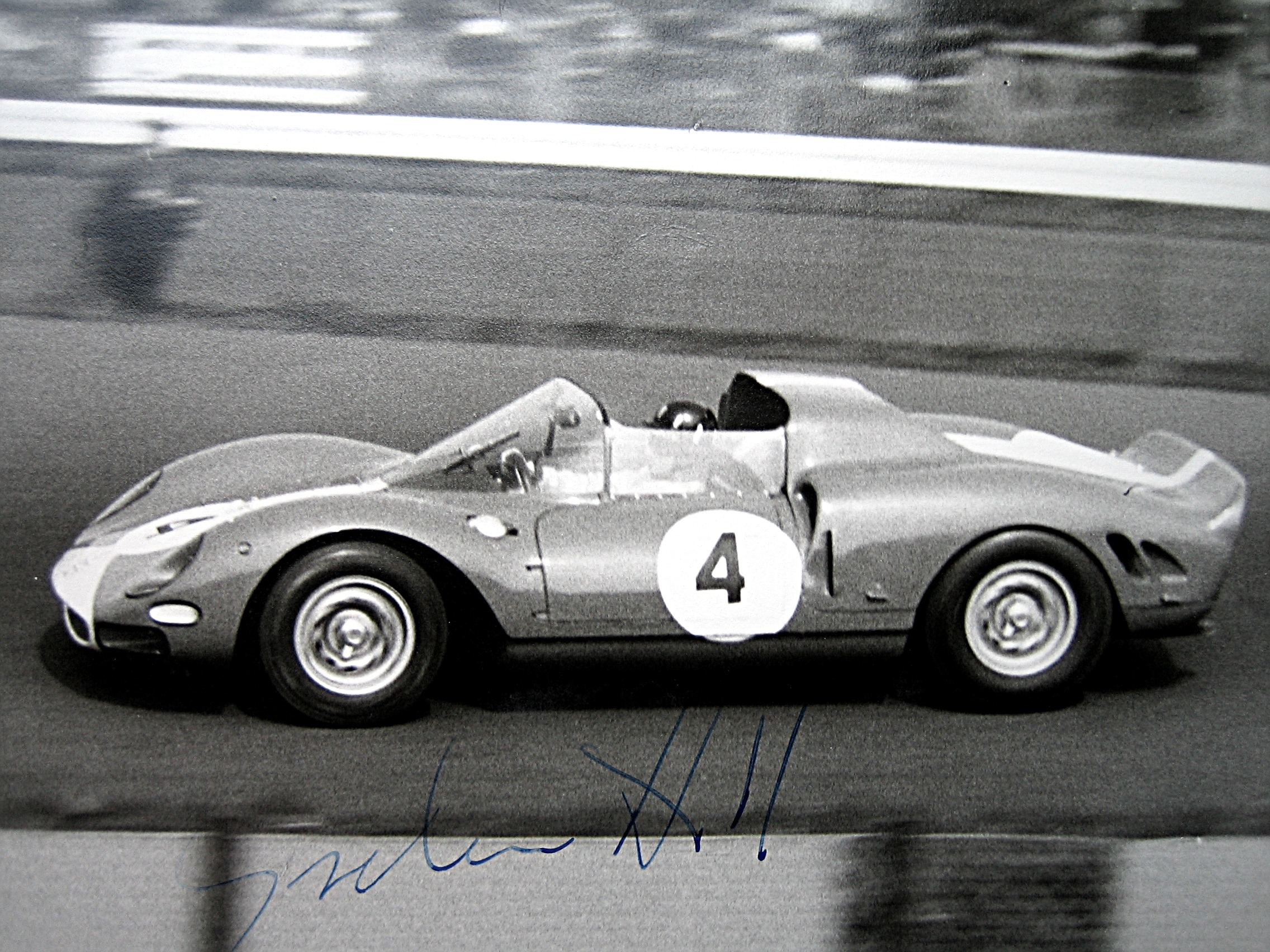
Graham Hill im Ferrari 275P2 in der Südkehre des Nürburgrings 1965

Der Ferrari 275P2 war ein Rennsportwagen, den die Scuderia Ferrari 1965 bei Sportwagenrennen einsetzte.

## Nomenklatur
In vielen Publikation wird der 275P2 mit dem Ferrari 330P2 gleichgesetzt, ein Umstand, der hier aus gutem Grund vermieden wird. Denn in allen Ergebnislisten der internationalen Sportwagenrennen wird diese Trennung durchgeführt, da sich die beiden Wagentypen wesentlich durch die Motorleistung, ausgelöst durch die Hubraumgröße der 12-Zylinder-Motoren, unterschieden.

## Entwicklungsgeschichte und Technik
Der 275P2 hatte keinen klassischen Gitterrohrrahmen mehr. Wie schon ab 1963 bei den Ferrari-Formel-1-Monoposto-Rennwagen praktiziert, wurde eine selbsttragende Karosserie aus vernieteten Aluminiumblechen entwickelt. Gefertigt wurden sie bei der Carrozzeria Fantuzzi. Die Hinterradaufhängung wurde aus dem Formel-1-Ferrari 158 übernommen. Im Unterschied zum Vorgängermodell 275 hatte der 275P2 breitere Felgen und schlauchlose Dunlop-Rennreifen. Die Kraftübertragung erfolgte über ein neu entwickeltes 5-Gang-Getriebe.
Der 275P2 erhielt einen neuen V12-Motor mit vier obenliegenden Nockenwellen. Der Motor hatte sechs Weber-Doppelvergaser und zwei Zündkerzen pro Zylinder. Während der Hubraum beim 330P2 bei 4 Liter lag, hatte dieser Typ die 3,3-Liter-Variante. Als Motorleistung wurden 350 PS bei 7200/min angegeben.

## Renngeschichte
Sein Debüt auf der Rennstrecke hatte der 275P2 im April 1965 beim Testtag zum 24-Stunden-Rennen von Le Mans. Den ersten Renneinsatz gab es zwei Wochen später beim 1000-km-Rennen von Monza, der mit einem Sieg der Fahrerpaarung Mike Parkes/Jean Guichet endete. Weitere zwei Wochen später folgte der nächste Sieg; Nino Vaccarella und Lorenzo Bandini gewannen die Targa Florio.
Beim 1000-km-Rennen auf dem Nürburgring mussten sich Parkes und Guichet nur den Teamkollegen John Surtees und Ludovico Scarfiotti im leistungsstärkeren 330P2 geschlagen geben. Den letzten Einsatz für einen 275P2 gab es im August 1965, als Giampiero Biscaldi Dritter beim Bergrennen in Ollon-Villars wurde.